# Carcassès
Ne doit pas être confondu avec Le Carcasses, hameau de la commune de Laroque-de-Fa
Le Carcassès est une région naturelle française de l'Aude en Occitanie. C'est une région dont le cœur économique est la ville de Carcassonne.

## Géographie
C'est une région dont la délimitation est relativement difficile à définir, qu'on prenne la région au sens strict ou au sens large.
Au sens strict, on calque la région sur la ville de Carcassonne et uniquement les quelques communes qui l'entourent.
Au sens large, on peut étendre cette région, au nord, jusqu'aux reliefs de la Montagne Noire qui marquent alors la limite avec la région du Cabardès (haute vallée de l'Orbiel), à l'est, jusqu'à l'étang asséché de Marseillette et les communes de Capendu, Douzens, Moux... Au sud, jusqu'à la vallée de la Lauquette (communes de Villefloure et Mas-des-Cours).  Enfin à l'ouest, la limite est plus facile à définir avec la région de la Piège et du Lauragais (communes de Montréal et Bram).
C'est une région au relief variable dont l'altitude varie globalement entre 100 et 400 mètres. Elle fait partie du Pays cathare.